# Шёпфль

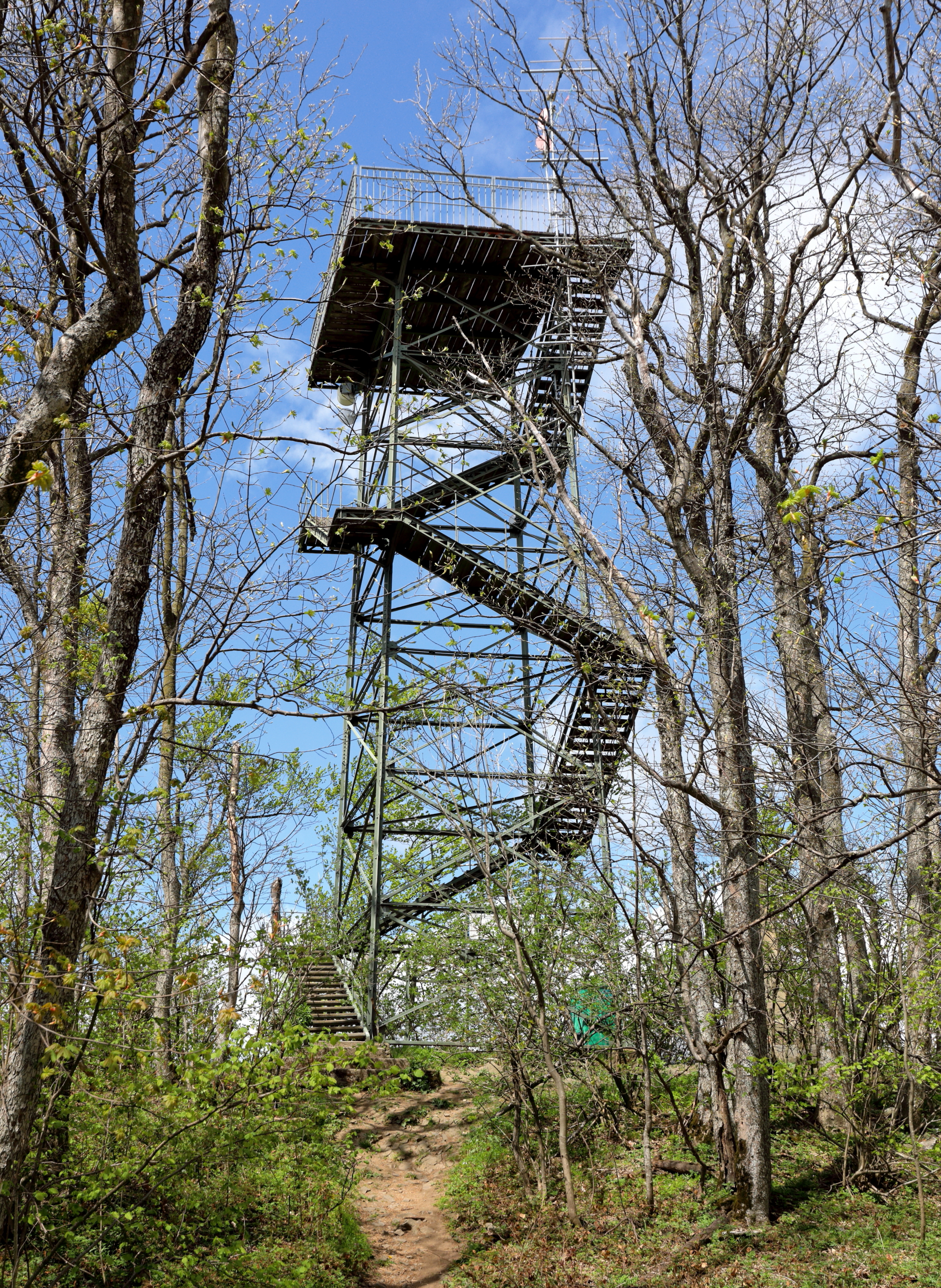
Смотровая вышка

Шёпфль (нем. Schöpfl) — высочайшая гора в Венском Лесу (893 м)  — северо-восточной части Альп. Относится к зоне флиша.
Гора покрыта лиственным лесом. Со склонов стекают многочисленные ручьи, дающие начало рекам Швехат, Тристинг и Большой Тульн. На вершине горы расположена смотровая вышка Матрасварте (Matraswarte), сооружённая в 1898 году. В хорошую погоду с неё открывается панорамный вид на окрестности. 
Из-за чистого воздуха и низкого светового загрязнения в 1969 году на соседней вершине Миттершёпфль (882 м) была построена обсерватория Леопольда Фигля.